# Friedrich Martius

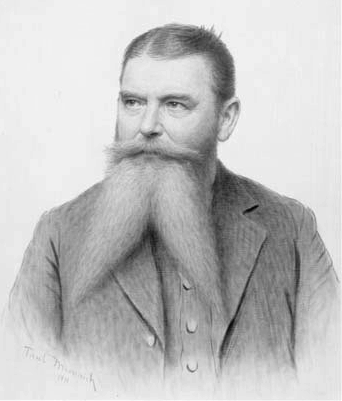
Friedrich Martius, 1900

Friedrich Wilhelm August Martius (* 7. September 1850 in Erxleben bei Magdeburg; † 1. Oktober 1923 in Rostock) war ein deutscher Internist.

## Leben und Werk
Friedrich Martius wurde als Sohn des Superintendenten Eduard Wilhelm Emil Fedor Martius und seiner Frau Dorothee Antonie Elisabeth Martius, geb. Götze, geboren. Martius studierte Medizin an der Kaiser-Wilhelm-Akademie für das militärärztliche Bildungswesen in Berlin und wurde 1874 promoviert. Anschließend war er zunächst als Militärarzt tätig. Als wissenschaftlicher Assistent war Martius danach an der II. Medizinischen Klinik der Charité von Carl Jakob Adolf Christian Gerhardt tätig und wurde 1887 habilitiert. Nach einer zweijährigen Tätigkeit als Leibarzt des Großherzogs Friedrich Franz III. von Mecklenburg-Schwerin folgte er 1891 einem Ruf als außerordentlicher Professor und Direktor der Medizinischen Poliklinik an die Universität Rostock. Dort wurde Martius 1899 zum ordentlichen Professor ernannt. 1910/11 war er Rektor der Universität Rostock. Im Jahr 1914 wurde er zum Mitglied der Leopoldina gewählt.

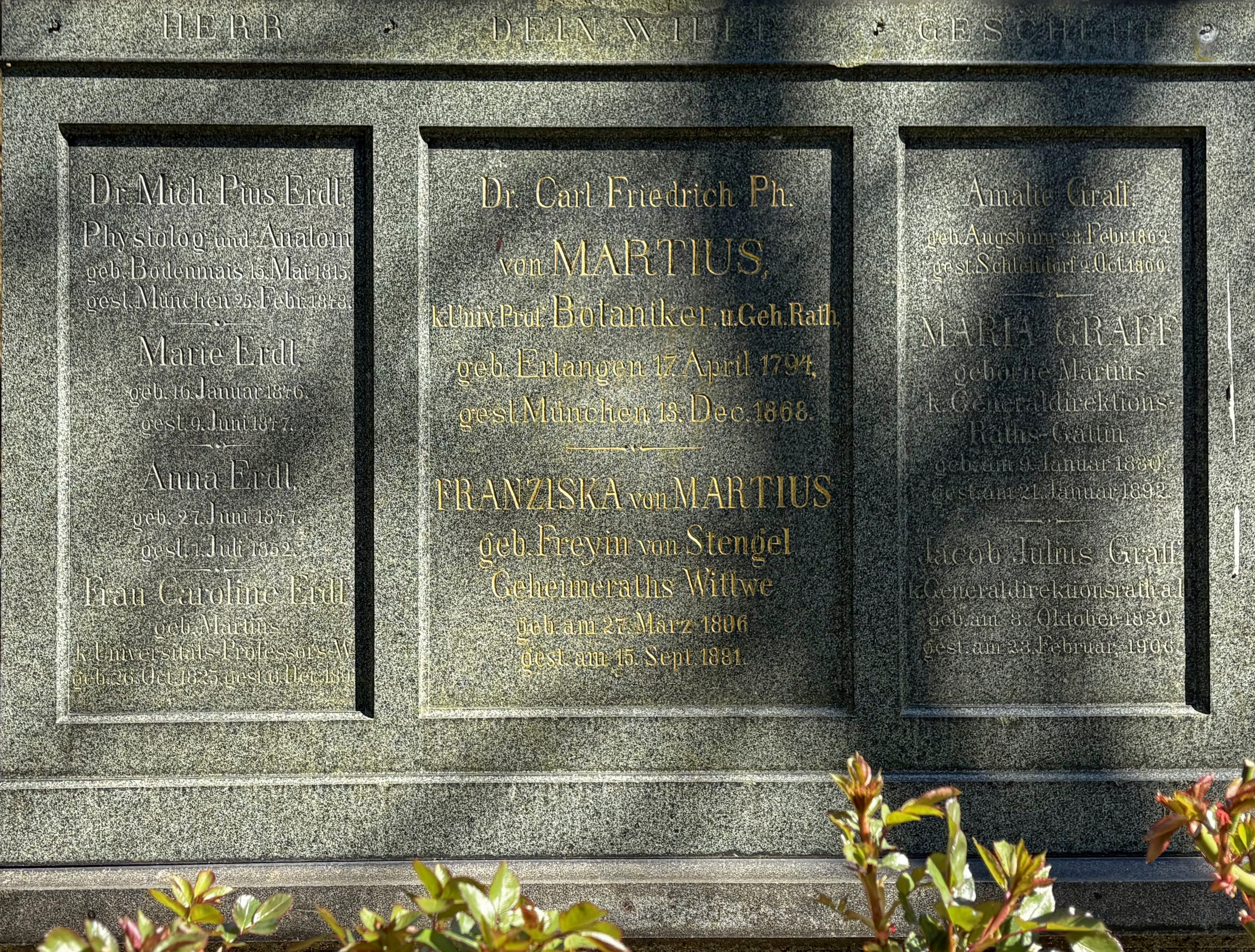
Grab von Friedrich Martius im Alten Südfriedhof München

In seiner wissenschaftlichen Arbeit widmete sich Martius vor allem dem Studium der Herzbewegung beim Menschen. Er entwickelte eine Methode zur Registrierung des Herzspitzenstoßes und der Zuordnung der Herztöne. Als Klinikdirektor in Rostock bezog Martius als Erster die Herzspitzenstoßkurve in die Diagnostik von Patienten mit Herzerkrankungen ein und leistete damit einen der ersten Beiträge zur kardialen Funktionsdiagnostik. Außerdem führte er systematische Untersuchungen zur Magensekretion durch. Er erkannte in der Achylie ein wichtiges Symptom der perniziösen Anämie und befasste sich mit Konstitutionstypologie und -pathologie. Er galt als Begründer der modernen Konstitutionslehre, die er ab etwa 1898 für die Klinik nutzbar machte. Seine Rektoratsrede von 1911 widmete sich dem Thema „Altern und Altwerden“ und den medizinischen und sozialen Probleme dieser Lebensstufe.
Friedrich Martius war verheiratet mit Martha geb. Leonhard (1861–1946), die einer jüdisch-christlichen Familie aus Ratibor (Schlesien) (Vater: Emanuel Levysohn, 1831–1889) entstammte, sowie der Vater von Heinrich Martius und Hedwig Conrad-Martius.

## Rezeption
Seine Konzeption einer Konstitutionspathologie fand u. a. Aufnahme in das Werk von Paul Vogler.

## Schriften (Auswahl)
- Die prophylactische Tracheotomie im Felde. 1874.
- mit J. Lüttke: Die Magensäure des Menschen. Stuttgart 1892.
- Der Herzstoß des gesunden und kranken Menschen (= Sammlung klinischer Vorträge. Band 113). 1894.
- Tachycardie. Eine klinische Studie. 1895.
- Achylia gastrica. Ihre Ursachen und ihre Folgen. Wien 1897.
- Pathogenese innerer Krankheiten. 1899.
- Konstitution und Vererbung in ihren Beziehungen zur Pathologie. 1914.

## Einzelbelege
1. ↑  Paul Diepgen, Heinz Goerke: Aschoff/Diepgen/Goerke: Kurze Übersichtstabelle zur Geschichte der Medizin. 7., neubearbeitete Auflage. Springer, Berlin/Göttingen/Heidelberg 1960, S. 47.
2. ↑  Martius Familiengeschichte
3. ↑  Michael Laws: Das Wirken des Ordinarius für Physikalische Therapie Paul Vogler (1899–1969) am Institut für natürliche Heil- und Lebensweisen der Berliner Medizinischen Fakultät. Dissertation, Berlin 1993. S. 20.

| Personendaten    | Personendaten                                          |
| ---------------- | ------------------------------------------------------ |
| NAME             | Martius, Friedrich                                     |
| ALTERNATIVNAMEN  | Martius, Friedrich Wilhelm August (vollständiger Name) |
| KURZBESCHREIBUNG | deutscher Internist                                    |
| GEBURTSDATUM     | 7. September 1850                                      |
| GEBURTSORT       | Erxleben bei Magdeburg                                 |
| STERBEDATUM      | 1. Oktober 1923                                        |
| STERBEORT        | Rostock                                                |